# Vendolí
Vendolí település Csehországban, a Svitavyi járásban. Vendolí Javorník, Svitavy, Hradec nad Svitavou, Karle, Pomezí, Květná és Radiměř településekkel határos. Lakosainak száma 1000 fő (2024. január 1.).

## Népesség
A település lakosságának változását az alábbi diagram mutatja:
| Lakosok száma | 1401 | 1607 | 1581 | 1016 | 932  | 939  | 965  | 959  | 943  | 1000 |
|               | 1869 | 1900 | 1921 | 1961 | 1980 | 2011 | 2016 | 2019 | 2021 | 2024 |